# Acidaliastis bicurvifera
Acidaliastis bicurvifera är en fjärilsart som beskrevs av Louis Beethoven Prout 1916. Acidaliastis bicurvifera ingår i släktet Acidaliastis och familjen mätare. Inga underarter finns listade i Catalogue of Life.